# 古泰米尔语

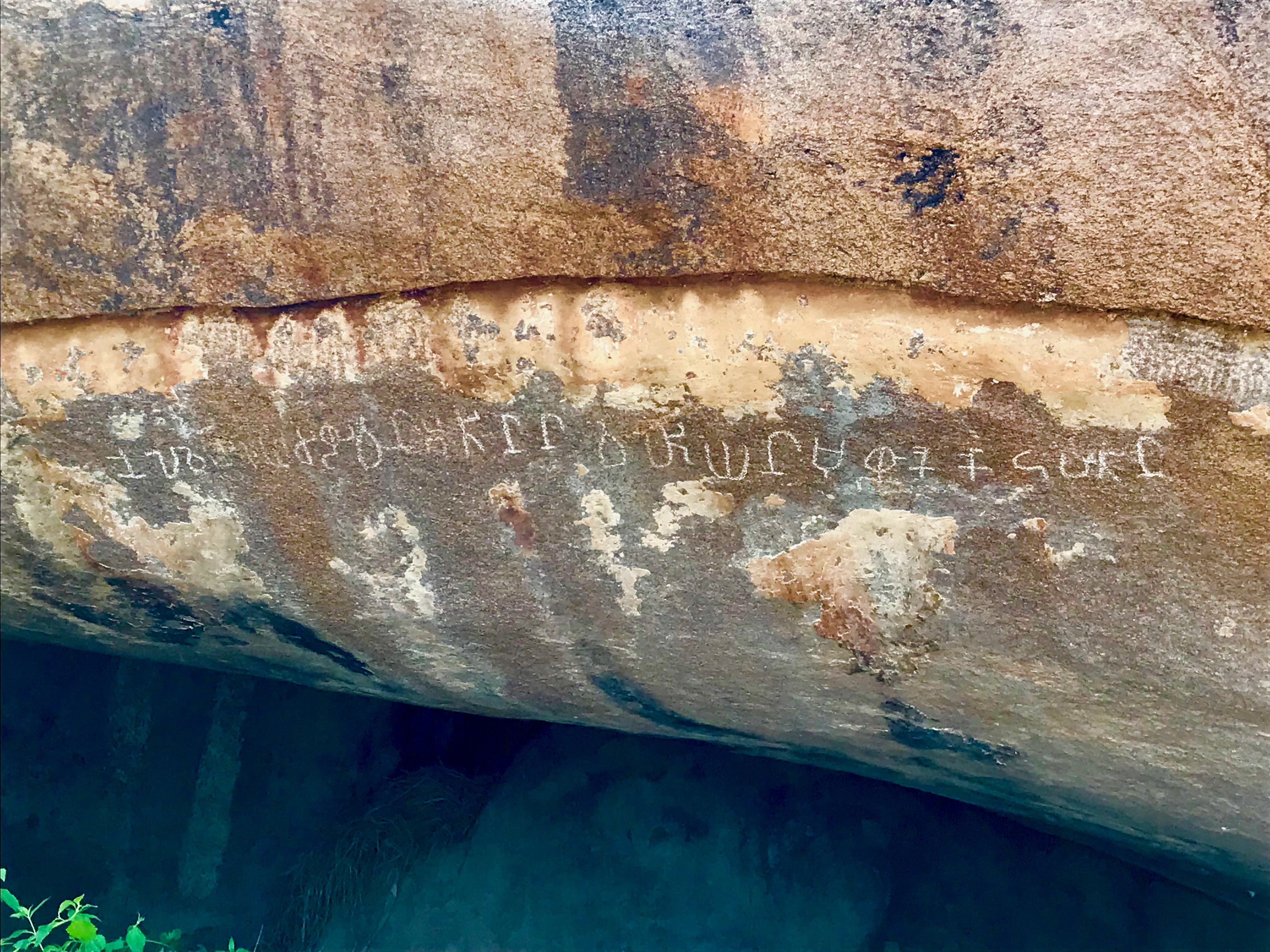
印度马杜赖Arittapatti发现的公元前2世纪泰米尔婆罗米文铭文。南边的泰米尔纳德邦是公元前3-1世纪的古泰米尔语铭文主要来源。

古泰米尔语指的是公元前300年至公元700年的泰米尔语演变阶段。古泰米尔语之前的泰米尔语，称作“前泰米尔语”（Pre Tamil）。古泰米尔语之后的泰米尔语是中古泰米尔语。古泰米尔语的最早记录是公元前3-1世纪时刻在洞穴里、写在陶器上的铭文，是用婆罗米文的一种变体——泰米尔婆罗米文写成的。现存最早的长篇文本是Tolkāppiyam，是一部关于泰米尔语语法和诗学的早期作品，其最古老的部分可能来自公元前2世纪中期。古泰米尔语保存了原始达罗毗荼语的许多特征，包括辅音音素、音节结构和许多语法特征。

## 历史
泰米尔语作为一种达罗毗荼语，是从原始达罗毗荼语演变而来的。语言学构拟表明，原始达罗毗荼语的年代约在公元前第三千纪，可能分布在哥达瓦里河下游盆地。物质证据表明，原始达罗毗荼语使用者与印度南部新石器时代的建筑群相关文化有密切关系。最早可确证的泰米尔婆罗米文铭文一般认为写于公元前2世纪。
印度语言中，泰米尔语有梵语之外最早的文字记录。学者们将泰米尔语的有文字历史分为三段：古泰米尔语（300 BCE–700 CE）、中古泰米尔语（700–1600）与现代泰米尔语（1600至今）。2007年11月，埃及米奥斯荷尔莫斯遗址（Myos Hormos，今库赛尔港）的一次发掘发现了可追溯至公元前1世纪的古埃及陶器，上面带有泰米尔婆罗米文铭文。圣经希伯来语中的泰米尔语借词可追溯到公元前500年，这也是泰米尔语最早的可确证时间。历史学家John Guy认为，泰米尔语是来自印度的早期海上商人的通用语。

## 文学作品
许多古泰米尔语的文学作品幸存下来，其中包括一个由2381首诗组成的语料库，称为Sangam。这些诗的年代在公元前3世纪到公元5世纪之间，是印度现存最早的世俗文学作品。其他古泰米尔语文学作品包括蒂鲁古拉尔、西拉巴提伽拉姆和Maṇimēkala，以及一些写于5至8世纪的伦理和说教文本。

## 特征
古泰米尔语保存了原始达罗毗荼语的许多特征，如辅音音素、音节结构和许多语法特征。其中包括没有明显的现在时，这与原始达罗毗荼语相同。古泰米尔语只有过去时和“非过去时”两种时。古泰米尔语动词有明显的否定变位（如[kaːɳeːn] （കാണേൻ)）“我看不见”；'[kaːɳoːm]（കാണോം）“我们看不见”）；名词可以像动词一样加代词后缀，以表达想法：如'[peɳɖiɾeːm] （പെണ്ടിരേം）“我们是女的”来自[peɳɖiɾ]（പെണ്ടിർ）“女”和第一人称复数标记-（എ）。虽然古泰米尔语、中古泰米尔语和现代泰米尔语之间有大量的语法变化，但也存在相当的连续性。

## 方言
Tolkappiyam提到，除了讲Centamil的地区外，还有12个moḻipeyar地区。Tolkappiyam 881 还提到了方言词Ticaicol。然而，作为一种具有既定文献的语言，它在整个Tamilakam地区都是行政语言。Ulloor S. Parameswara Iyer在他的著作《Kerala Sahithya Charithram》中命名了这些地区。Senavaraiyar和Mayilainatar对这12个古泰米尔语方言区的解释基本相同。

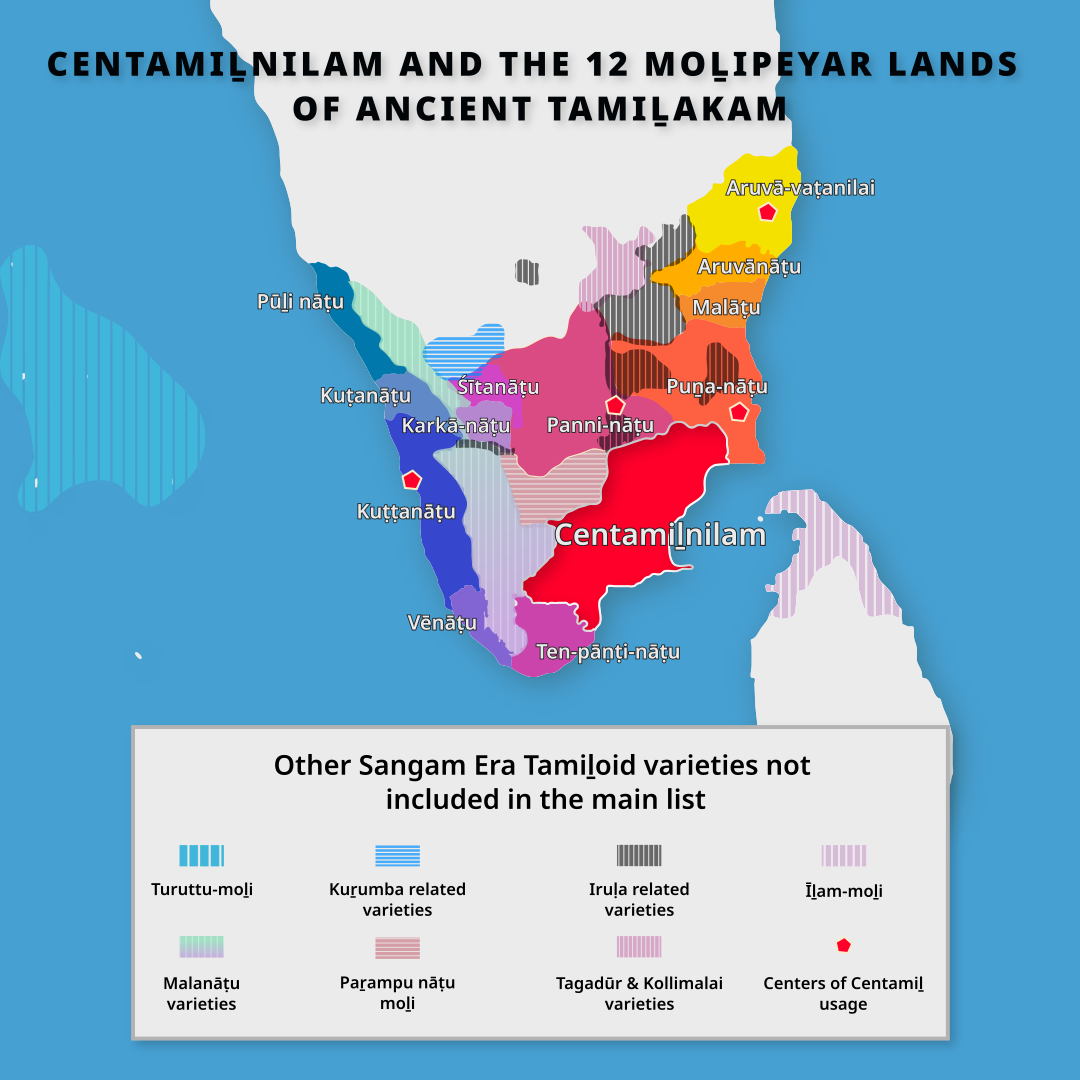
古Tamilakam的12个mozhipeyar地区

## 资料
- Iravatham, Mahadevan. . Harvard University Department of Sanskrit and Indian Studies. 2003. ISBN 978-0-674-01227-1.
- Iravatham, Mahadevan. . State Department of Archaeology, Government of Tamil Nadu. 1970.
- Krishnamurti, Bhadriraju. . Cambridge University Press. 2003  [2023-01-12]. ISBN 978-05-11-48687-6. （原始内容存档于2023-01-12） （英语）.
- Lehmann, Thomas. Sanfordr, Steever , 编. . Routledge. 1998. ISBN 978-04-15-41267-4.
- Southworth, Franklin C., , Routledge, 2005, ISBN 978-0-415-33323-8
- Spuler, Bertold. . BRILL Academic. 1975: 44. ISBN 90-04-04190-7.
- Steever, Sanford, , Steever, Sanford  (编), , London: Routledge: 1–39, 1998, ISBN 978-0-415-10023-6
- Tharu, Susie; Lalita, K. (编), , Feminist Press, 1991, ISBN 978-1-55861-027-9
- Tharu, Susie; Lalita, Ke (编). . CUNY. 1998. ISBN 978-15-58-61028-6.
- Tieken, Herman, , Gonda Indological Studies, Volume X, Groningen: Egbert Forsten Publishing, 2001, ISBN 978-90-6980-134-6
- Zvelebil, Kamil. . BRILL. 1973  [2023-01-12]. ISBN 978-90-04-03591-1. （原始内容存档于2021-11-08） （英语）.